# GAINSCO Auto Insurance Indy 300 de 2008
O GAINSCO Auto Insurance Indy 300 de 2008 foi a primeira corrida da temporada de 2008 da IndyCar Series. A corrida foi disputada no dia 29 de março no Homestead-Miami Speedway, localizado na cidade de Homestead, Flórida. O vencedor foi o neozelandês Scott Dixon, da equipe Chip Ganassi Racing.

## Pilotos e Equipes
| Nº | Piloto               | Equipe                     | Chassis | Motor | Pneu |
| -- | -------------------- | -------------------------- | ------- | ----- | ---- |
| 2  | A. J. Foyt IV        | Vision Racing              | Dallara | Honda | F    |
| 3  | Hélio Castroneves    | Team Penske                | Dallara | Honda | F    |
| 4  | Vitor Meira          | Panther Racing             | Dallara | Honda | F    |
| 5  | Oriol Servià (R)     | KV Racing Technology       | Dallara | Honda | F    |
| 6  | Ryan Briscoe         | Team Penske                | Dallara | Honda | F    |
| 7  | Danica Patrick       | Andretti-Green Racing      | Dallara | Honda | F    |
| 8  | Will Power (R)       | KV Racing Technology       | Dallara | Honda | F    |
| 9  | Scott Dixon          | Chip Ganassi Racing        | Dallara | Honda | F    |
| 10 | Dan Wheldon          | Chip Ganassi Racing        | Dallara | Honda | F    |
| 11 | Tony Kanaan          | Andretti-Green Racing      | Dallara | Honda | F    |
| 14 | Darren Manning       | A. J. Foyt Enterprises     | Dallara | Honda | F    |
| 15 | Buddy Rice           | Dreyer & Reinbold Racing   | Dallara | Honda | F    |
| 17 | Ryan Hunter-Reay     | Rahal Letterman Racing     | Dallara | Honda | F    |
| 18 | Bruno Junqueira      | Dale Coyne Racing          | Dallara | Honda | F    |
| 19 | Mario Moraes (R)     | Dale Coyne Racing          | Dallara | Honda | F    |
| 20 | Ed Carpenter         | Vision Racing              | Dallara | Honda | F    |
| 23 | Milka Duno           | Dreyer & Reinbold Racing   | Dallara | Honda | F    |
| 24 | Jay Howard (R)       | Roth Racing                | Dallara | Honda | F    |
| 25 | Marty Roth (R)       | Roth Racing                | Dallara | Honda | F    |
| 26 | Marco Andretti       | Andretti-Green Racing      | Dallara | Honda | F    |
| 27 | Hideki Mutoh (R)     | Andretti-Green Racing      | Dallara | Honda | F    |
| 33 | Ernesto Viso (R)     | HVM Racing                 | Dallara | Honda | F    |
| 34 | Franck Perera (R)    | Conquest Racing            | Dallara | Honda | F    |
| 36 | Enrique Bernoldi (R) | Conquest Racing            | Dallara | Honda | F    |
| 02 | Justin Wilson (R)    | Newman/Haas/Lanigan Racing | Dallara | Honda | F    |

- (R) - Rookie

## Classificação

### Treino classificatório
| Treino classificatório - 28 de março | Treino classificatório - 28 de março | Treino classificatório - 28 de março | Treino classificatório - 28 de março | Treino classificatório - 28 de março | Treino classificatório - 28 de março | Treino classificatório - 28 de março | Treino classificatório - 28 de março | Treino classificatório - 28 de março |
| Pos                                  | Nº                                   | Piloto                               | Equipe                               | Volta 1                              | Volta 2                              | Volta 3                              | Volta 4                              | Tempo total                          |
| ------------------------------------ | ------------------------------------ | ------------------------------------ | ------------------------------------ | ------------------------------------ | ------------------------------------ | ------------------------------------ | ------------------------------------ | ------------------------------------ |
| 1                                    | 9                                    | Scott Dixon                          | Chip Ganassi Racing                  | 25.0715                              | 25.0747                              | 25.0537                              | 25.0342                              | 1:40.2341                            |
| 2                                    | 7                                    | Danica Patrick                       | Andretti-Green Racing                | 25.2063                              | 25.1900                              | 25.2049                              | 25.2054                              | 1:40.8066                            |
| 3                                    | 6                                    | Ryan Briscoe                         | Team Penske                          | 25.2100                              | 25.1826                              | 25.2156                              | 25.2084                              | 1:40.8166                            |
| 4                                    | 26                                   | Marco Andretti                       | Andretti-Green Racing                | 25.1994                              | 25.2240                              | 25.2593                              | 25.2625                              | 1:40.9452                            |
| 5                                    | 3                                    | Hélio Castroneves                    | Team Penske                          | 25.2367                              | 25.2652                              | 25.2730                              | 25.2926                              | 1:41.0675                            |
| 6                                    | 11                                   | Tony Kanaan                          | Andretti-Green Racing                | 25.2596                              | 25.2147                              | 25.2917                              | 25.3023                              | 1:41.0683                            |
| 7                                    | 27                                   | Hideki Mutoh (R)                     | Andretti-Green Racing                | 25.3043                              | 25.2639                              | 25.2708                              | 25.2634                              | 1:41.1024                            |
| 8                                    | 25                                   | Marty Roth                           | Roth Racing                          | 25.3155                              | 25.2195                              | 25.2522                              | 25.3392                              | 1:41.1264                            |
| 9                                    | 17                                   | Ryan Hunter-Reay                     | Rahal Letterman Racing               | 25.3771                              | 25.3782                              | 25.3670                              | 25.3466                              | 1:41.4689                            |
| 10                                   | 4                                    | Vitor Meira                          | Panther Racing                       | 25.4254                              | 25.4093                              | 25.4170                              | 25.4245                              | 1:41.6762                            |
| 11                                   | 15                                   | Buddy Rice                           | Dreyer & Reinbold Racing             | 25.5621                              | 25.5217                              | 25.4948                              | 25.4998                              | 1:42.0784                            |
| 12                                   | 14                                   | Darren Manning                       | A.J. Foyt Enterprises                | 25.5313                              | 25.5193                              | 25.5350                              | 25.5742                              | 1:42.1598                            |
| 13                                   | 34                                   | Franck Perera (R)                    | Conquest Racing                      | 25.5321                              | 25.4927                              | 25.5895                              | 25.5891                              | 1:42.2034                            |
| 14                                   | 5                                    | Oriol Servià (R)                     | KV Racing Technology                 | 25.5436                              | 25.5719                              | 25.5810                              | 25.6091                              | 1:42.3056                            |
| 15                                   | 02                                   | Justin Wilson (R)                    | Newman/Haas/Lanigan Racing           | 25.6163                              | 25.6114                              | 25.5935                              | 25.6137                              | 1:42.4349                            |
| 16                                   | 23                                   | Milka Duno                           | Dreyer & Reinbold Racing             | 25.6838                              | 25.6635                              | 25.6385                              | 25.6701                              | 1:42.6559                            |
| 17                                   | 36                                   | Enrique Bernoldi (R)                 | Conquest Racing                      | 25.8327                              | 25.6943                              | 25.6096                              | 25.6067                              | 1:42:7433                            |
| 18                                   | 33                                   | Ernesto Viso (R)                     | HVM Racing                           | 26.0230                              | 25.6092                              | 25.5773                              | 25.5482                              | 1:42.7577                            |
| 19                                   | 8                                    | Will Power (R)                       | KV Racing Technology                 | 25.7281                              | 25.7115                              | 25.6635                              | 25.6904                              | 1:42.7935                            |
| 20                                   | 18                                   | Bruno Junqueira                      | Dale Coyne Racing                    | 25.7743                              | 25.7312                              | 25.7552                              | 25.8275                              | 1:43.0882                            |
| 21                                   | 19                                   | Mario Moraes (R)                     | Dale Coyne Racing                    | 25.9693                              | 25.7143                              | 25.8091                              | 25.7780                              | 1:43.2707                            |
| 22                                   | 10                                   | Dan Wheldon                          | Chip Ganassi Racing                  | —                                    | —                                    | —                                    | —                                    | sem tempo                            |
| 23                                   | 24                                   | Jay Howard (R)                       | Roth Racing                          | —                                    | —                                    | —                                    | —                                    | sem tempo                            |
| 24                                   | 20                                   | Ed Carpenter                         | Vision Racing                        | 25.0134                              | 25.0360                              | 25.0804                              | 25.1184                              | 1:40.2482[N1]                        |
| 25                                   | 2                                    | A. J. Foyt IV                        | Vision Racing                        | 25.2125                              | 25.1644                              | 25.1872                              | 25.2035                              | 1:40.7676[N1]                        |
| Relatório[ligação inativa]           |                                      |                                      |                                      |                                      |                                      |                                      |                                      |                                      |

- (R) - Rookie

- N1. ↑ a b Ed Carpenter e A. J. Foyt IV, terminaram na segunda e terceira posição no treino classificatório, respectivamente, porém foram desclassificados do treino por irregularidades encontrados em seus carros.[3]

### Corrida
| Corrida - 29 de março      | Corrida - 29 de março | Corrida - 29 de março | Corrida - 29 de março      | Corrida - 29 de março | Corrida - 29 de março | Corrida - 29 de março | Corrida - 29 de março | Corrida - 29 de março |
| Pos                        | Nº                    | Piloto                | Equipe                     | Voltas                | Tempo                 | Largada               | Voltas na Liderança   | Pontos                |
| -------------------------- | --------------------- | --------------------- | -------------------------- | --------------------- | --------------------- | --------------------- | --------------------- | --------------------- |
| 1                          | 9                     | Scott Dixon           | Chip Ganassi Racing        | 200                   | 1:44:03.5914          | 1                     | 67                    | 50                    |
| 2                          | 26                    | Marco Andretti        | Andretti-Green Racing      | 200                   | +0.5828               | 4                     | 85                    | 43                    |
| 3                          | 10                    | Dan Wheldon           | Chip Ganassi Racing        | 200                   | +1.4278               | 22                    | 9                     | 35                    |
| 4                          | 3                     | Hélio Castroneves     | Team Penske                | 200                   | +8.0340               | 5                     | 4                     | 32                    |
| 5                          | 20                    | Ed Carpenter          | Vision Racing              | 199                   | +1 volta              | 24                    | 0                     | 30                    |
| 6                          | 7                     | Danica Patrick        | Andretti-Green Racing      | 199                   | +1 volta              | 2                     | 0                     | 28                    |
| 7                          | 17                    | Ryan Hunter-Reay      | Rahal Letterman Racing     | 199                   | +1 volta              | 9                     | 0                     | 26                    |
| 8                          | 11                    | Tony Kanaan           | Andretti-Green Racing      | 198                   | +2 voltas             | 6                     | 35                    | 24                    |
| 9                          | 2                     | A. J. Foyt IV         | Vision Racing              | 198                   | +2 voltas             | 25                    | 0                     | 22                    |
| 10                         | 4                     | Vitor Meira           | Panther Racing             | 197                   | +3 voltas             | 10                    | 0                     | 20                    |
| 11                         | 15                    | Buddy Rice            | Dreyer & Reinbold Racing   | 196                   | +4 voltas             | 15                    | 0                     | 19                    |
| 12                         | 5                     | Oriol Servià (R)      | KV Racing Technology       | 195                   | +5 voltas             | 14                    | 0                     | 18                    |
| 13                         | 14                    | Darren Manning        | A. J. Foyt Enterprises     | 194                   | +6 voltas             | 12                    | 0                     | 17                    |
| 14                         | 34                    | Franck Perera (R)     | Conquest Racing            | 194                   | +6 voltas             | 13                    | 0                     | 16                    |
| 15                         | 02                    | Justin Wilson (R)     | Newman/Haas/Lanigan Racing | 193                   | +7 voltas             | 15                    | 0                     | 15                    |
| 16                         | 19                    | Mario Moraes (R)      | Dale Coyne Racing          | 187                   | +13 voltas            | 21                    | 0                     | 14                    |
| 17                         | 33                    | Ernesto Viso (R)      | HVM Racing                 | 183                   | Acidente              | 18                    | 0                     | 13                    |
| 18                         | 36                    | Enrique Bernoldi (R)  | Conquest Racing            | 149                   | Abandono              | 17                    | 0                     | 12                    |
| 19                         | 6                     | Ryan Briscoe          | Team Penske                | 126                   | Acidente              | 3                     | 0                     | 12                    |
| 20                         | 23                    | Milka Duno            | Dreyer & Reinbold Racing   | 122                   | Acidente              | 16                    | 0                     | 12                    |
| 21                         | 25                    | Marty Roth            | Roth Racing                | 53                    | Abandono              | 8                     | 0                     | 12                    |
| 22                         | 24                    | Jay Howard (R)        | Roth Racing                | 50                    | Abandono              | 23                    | 0                     | 12                    |
| 23                         | 18                    | Bruno Junqueira       | Dale Coyne Racing          | 40                    | Abandono              | 20                    | 0                     | 12                    |
| 24                         | 27                    | Hideki Mutoh (R)      | Andretti-Green Racing      | 32                    | Mecânico              | 7                     | 0                     | 12                    |
| 25                         | 8                     | Will Power (R)        | KV Racing Technology       | 24                    | Mecânico              | 19                    | 0                     | 10                    |
| Relatório[ligação inativa] |                       |                       |                            |                       |                       |                       |                       |                       |

- (R) - Rookie